# Antarctophthirus ogmorhini
Antarctophthirus ogmorhini är en insektsart som beskrevs av Günther Enderlein 1906. Antarctophthirus ogmorhini ingår i släktet Antarctophthirus och familjen sällöss. Inga underarter finns listade i Catalogue of Life.